# Casa de Vacas
La Casa de Vacas es un edificio histórico ubicado en el Parque del Retiro de Madrid, frente a la entrada del embarcadero, que desde 1987 alberga el Centro Cultural Casa de Vacas. Forma parte del Paisaje de la Luz, un paisaje cultural declarado Patrimonio de la Humanidad el 25 de julio de 2021.

## Historia
La Casa de Vacas fue construida en 1833 como «Casa Reservada del Real Sitio del Buen Retiro», por orden de Fernando VII. Luego, entre 1873 y 1874 fue alquilada a Mateo Cabezas y Romera y comenzó a funcionar como una vaquería, en la que se vendía leche recién ordeñada y se podía consumir en un bar ubicado cerca de los establos.
En 1921, se convirtió en el restaurante Ideal Retiro, en el que también se podía bailar y patinar. Después de la guerra civil española, cayó en el olvido y, en 1960, se inauguró la sala de fiestas Pavillón. En ella actuaron diferentes artistas de la época, como Marlene Dietrich, y se convirtió en uno de los locales más famosos de Madrid, hasta su cierre en 1979. En julio de 1983, un incendio destruyó parte del edificio que se encontraba abandonado.
La Casa de Vacas fue reconstruida en 1985 por el arquitecto Guillermo Costa Pérez-Herrero y pasó a ser gestionada por el Ayuntamiento de Madrid. Desde 1987, es la sede del Centro Cultural Casa de Vacas, cuya oferta cultural incluye exposiciones, conciertos, entre otros eventos. El edificio consta de dos espacios principales, uno de 500 m2 y aforo para 400 personas, dedicado a sala de exposiciones, y otro de 175 m2 y aforo para 150 personas, destinado a una sala de teatro, además cuenta con un atrio exterior.
Después de un breve período de cierre del teatro por orden del concejal del distrito de Retiro, Ángel Garrido, en 2012 abrió nuevamente al público, bajo el nombre El Teatro del Parque. Allí se realizan, entre otras, obras de teatro, talleres y presentaciones de libros. La explotación y gestión de este espacio se adjudica por concurso público a empresas privadas.
A partir de 1990, ha servido en diferentes ocasiones como recinto del Salón de Otoño, que se celebra anualmente en Madrid desde 1920, organizado por la Asociación Española de Pintores y Escultores, y en el que se dan cita artistas nacionales y extranjeros. También ha sido utilizado para celebrar algunas ediciones del Premio BMW de Pintura.
Las instalaciones de la Casa de Vacas son accesibles para personas con movilidad reducida.